# Caucasinella
Caucasinella es un género de foraminífero bentónico considerado un sinónimo posterior de Caucasina de la Subfamilia Caucasininae, de la Familia Caucasinidae, de la Superfamilia Delosinoidea, del Suborden Buliminina y del Orden Buliminida. Su especie tipo era Caucasinella pseudoelongata. Su rango cronoestratigráfico abarcaba el Bartoniense (Eoceno medio).

## Discusión
Clasificaciones previas incluían Caucasinella en el suborden Rotaliina del orden Rotaliida.

## Clasificación
Caucasinella incluía a la siguiente especie:
- Caucasinella pseudoelongata †

En Caucasinella se ha considerado el siguiente subgénero:
- Caucasinella (Terebra), también considerado como género Terebra, pero considerado nomen nudum